# Clorpromazina
Clorpromazina é um fármaco antipsicótico clássico ou típico, sendo protótipo no tratamento de pacientes esquizofrénicos. Foi sintetizada pelo químico Paul Charpentier em 11 de dezembro de 1950. Os primeiros testes farmacológicos foram feitos por Simone Courvoisier. Coube ao cirurgião francês Henri Laborit em 1947 as primeiras aplicações clínicas da substância. A primeira referência do uso de clorpromazina na literatura médica surgiu num trabalho de Laborit e Huguenard em 13 de fevereiro de 1952: "Um novo estabilizador neurovegetativo, o 4560 R.P." Não era uma indicação para tratamento das psicoses. Esse uso se deve a Deniker que, após conseguir amostras do 4.560 R.P. decidiu experimentá-lo em pacientes psicóticos. Na França o seu nome comercial é Largactil, nos EUA, Thorazine e no Brasil recebeu o nome de Amplictil.
Esse composto causou surpresa quando percebeu-se que atuava como tranquilizante sem causar sedação, isto é, mantinha o paciente acordado, o que sugeriu sua utilização em pacientes psquiátricos. O mais curioso foi ver que foi criado para ser um anti-histamínico.
Bloqueia os impulsos gerados pela dopamina nas sinapses, parecendo ser esse este o mecanismo antipsicótico. Tem também fortes efeitos antieméticos, anticolinérgicos, hipotensão e sedativo; tem efeito extrapiramidal fraco ou médio.
As fenotiazinas diminuem o limiar convulsivo, suprimem o reflexo da tosse e aumentam a concentração de prolactina.

## Indicações
- Esquizofrenia
- Tratamento sintomático contra os efeitos induzidos por drogas de abuso em geral - estados maníacos/psicóticos.
- Tratamento de náuseas e vômitos
- Tratamento da hiperexcitabilidade em crianças.
- Tratamento da cefaleia tipo tensional com componente emocional importante.

## Reações adversas
As mais frequentes são alterações visuais, torção do corpo por efeitos parkinsonianos, bloqueio de receptores alfa-1, causando hipotensão postural, boca seca, congestão nasal e galactorreia.